# Qcells
Hanwha Q CELLS Co., Ltd. und Hanwha Q Cells & Advanced Materials Corp. (Eigenschreibweise: „Hanwha Q CELLS“ bzw. „Q CELLS“) ist ein weltweit Komplettanbieter von  Energielösungen in den Bereichen Solaranlagen, Solarkraftwerke-Energiespeicher und Stromverträge. Das Unternehmen hat seinen Hauptsitz in Seoul, Südkorea (Global Executive Headquarters) und Thalheim, Deutschland (Technology & Innovation Headquarters). Die Hanwha Q CELLS Co. Ltd. entstand im Februar 2015 aus der Fusion von Hanwha Qcells mit Hanwha SolarOne. Mit diesem Schritt führte die südkoreanische Hanwha Gruppe ihre beiden Photovoltaikunternehmen zu einem Konzern zusammen. Zuvor war die Firma im Oktober 2012 vorgestellt worden, nachdem die Hanwha Gruppe weite Teile der ehemaligen Q-Cells SE im Rahmen eines Asset-Deals erworben hatte. Das Unternehmen war zwischen 2015 und 2018 an der New Yorker Börse im NASDAQ gelistet. Ende 2018 wurde das Unternehmen in einer „going private“-Transaktion reprivatisiert und in Hanwha Q Cells & Advanced Materials Corp. umfirmiert. Die deutsche Niederlassung des Unternehmens firmiert als Hanwha Q Cells GmbH. Nach Unternehmensangaben arbeiten etwa 10.000 Mitarbeiter für Hanwha Q Cells, davon rund 550 in Deutschland. Seine Photovoltaikprodukte und Energieservices vertreibt Hanwha Q Cells unter der Produktmarke Q Cells.

## Geschichte
Im Jahr 1999 gründeten Anton Milner, Reiner Lemoine, Holger Feist sowie Paul Grunow in Berlin die Q-Cells mit dem Ziel, eine Solarzellenproduktion in Deutschland aufzubauen. Lemoine und Grunow waren zuvor schon bei der Gründung der Solon AG, einem Solarmodulhersteller, beteiligt, Feist war dort beschäftigt. Im Juli 2001 nahm die erste Produktionslinie für polykristalline Solarzellen in Thalheim den Betrieb auf. Die erste funktionierende Solarzelle lief am 23. Juli 2001 vom Band.
Mit Wirkung zum 5. Oktober 2005 wurde die deutsche Aktiengesellschaft Q-Cells AG im Prime Standard der Frankfurter Wertpapierbörse notiert. Am 19. Dezember 2005 rückte Q-Cells zusammen mit ErSol Solar Energy AG in den TecDAX der Deutschen Börse auf. Der Kurswert stieg von 20 Euro bis auf rund 80 Euro zum Jahresende 2007, fiel dann aber – vor allem bedingt durch die Konkurrenz in Asien – bis auf 0,50 Euro. Von seiner Einführung am 4. Juni 2007 bis zum 15. Juni 2012 war die Aktie auch im ÖkoDAX gelistet, wurde aber am 24. September 2012 wieder aufgenommen, nachdem der Anlagenbauer Centrotherm photovoltaics ausgeschieden war.
Im Juni 2009 übernahm das Unternehmen die Solibro GmbH, die CIGS-Dünnschichtsolarzellen basierend auf Kupfer-Indium-Gallium-Diselenid fertigte. Diese Module wurden bis zum Verkauf der Solibro im Jahr 2012 unter der Produktkategorie Q.SMART vermarktet und erreichten mit einem Wirkungsgrad von 13,4 % den weltweit höchsten Wirkungsgrad für Dünnschichtmodule in Serienproduktion.
Im Juni 2011 gab es rund 27 Millionen Aktien, auf die für die Geschäftsjahre 2009 und 2010 eine Dividende von jeweils 0,03 Euro ausgeschüttet wurde. Im Juli 2011 nahm das Unternehmen eine Fertigungslinie für kristalline Solarmodule am Stammsitz in Bitterfeld-Wolfen in Betrieb. Damit erweiterte Q-Cells den Standort zehn Jahre nach dem Start der Zellproduktion um eine Modulfertigung. Die Produktionskapazität betrug 130 MWp und stand vor allen Dingen für die Produktion monokristalliner Solarmodule des Typs Q.PEAK zur Verfügung.

### Umstrukturierung 2012
Q-Cells SE schrieb im Geschäftsjahr 2011 erhebliche Verluste. Mehr als die Hälfte des Grundkapitals war aufgezehrt. Im Herbst 2011 wurde die Aktie zunehmend Ziel von Spekulanten. So boten die Banken BNP Paribas, Commerzbank, Deutsche Bank und die DZ Bank sogenannte Call- und Put-Optionen als Derivate an, mit denen auf steigende oder fallende Kurse gewettet werden kann. Diese Derivate wurden teilweise in Millionen Stückzahlen gehandelt und übertrafen in der Summe die Zahl der tatsächlich vorhandenen Aktien. Laut der Nachrichtenagentur Bloomberg unterlagen 45 Prozent der Q-Cells-Aktien auf diese Weise der Spekulation.
In der Folgezeit stieg der Anteil der Aktien in Streubesitz von 80 (November 2011) auf fast 97 Prozent (September 2012), da einige Anleger sich aus der Beteiligung zurückzogen. Auch im Geschäftsjahr 2012 erwartete das Unternehmen rote Zahlen. Mit einem Zahlungsaufschub von 500 Millionen € unterstützten die Gläubiger eine Restrukturierung. Da der Sanierungsplan voraussichtlich nicht zum Erfolg führen würde, stellte das Unternehmen am 3. April 2012 einen Antrag auf Eröffnung des Insolvenzverfahrens. Nach Unternehmensangaben sollte im Geschäftsjahr 2013 wieder ein positives EBITDA erwirtschaftet werden.
Im Juni 2012 wurde eine Vereinbarung über den Verkauf der Tochtergesellschaft Solibro an das chinesische Unternehmen Hanergy Holdings Group bekannt gegeben. Das Insolvenzverfahren über Q-Cells wurde am 1. Juli 2012 eröffnet, vorerst sollte es aber keine Entlassungen von Mitarbeitern geben.
Im August 2012 gab das südkoreanische Unternehmen Hanwha ein Angebot zur Übernahme von Q-Cells ab. Ebenfalls Interesse hatte das spanische Unternehmen Isofotón bekundet. Am 29. August 2012 stimmte die Gläubigerversammlung der Veräußerung von Q-Cells an Hanwha zu, nachdem bereits am 26. August das südkoreanische Unternehmen und der Insolvenzverwalter einen entsprechenden Vertrag unterzeichnet hatten. Hanwha werde betriebsbezogene Verbindlichkeiten in Höhe von etwa 220 Millionen Euro und einen Kaufpreis von 40 Millionen Euro in bar akzeptieren. Beabsichtigt war, den Großteil der Q-Cells-Gruppe weiterzuführen, inklusive des Standortes Bitterfeld und des Werks in Malaysia, sowie drei Viertel der 1550 Arbeitsplätze zu erhalten. Dem Kaufvertrag musste noch das Bundeskartellamt zustimmen. Nach dem Vollzug erfolgte eine Umbenennung der insolventen Q-Cells SE in Global PVQ SE, die von Hanwha übernommenen Unternehmensteile firmieren nunmehr als Hanwha Qcells.
Nachdem die Notierung im Prime Standard zum 23. Oktober 2012 gekündigt wurde, schied die Q-Cells-Aktie aus dem ÖkoDAX wieder aus.

### Hanwha Qcells
Die Hanwha Gruppe stellte das Unternehmen Hanwha Qcells am 24. Oktober 2012 vor. Sechs Monate nach dem Start von Hanwha Qcells teilte das Unternehmen im März 2013 mit, dass seine Auftragslage solide und seine Produktionsstätten gut ausgelastet seien. Im Mai 2013 stellte Hanwha Qcells eine neue Produktgeneration vor. Im Oktober 2013 gab das Unternehmen bekannt, dass es im ersten Geschäftsjahr die Kapazität in seiner Fabrik in Malaysia von 800 auf über 900 Megawatt erhöht habe, was zu einer Gesamtkapazität von 1,1 Gigawatt führe. Zudem habe es die Effizienz seiner Produktionsanlagen gesteigert und dadurch die Produktionskosten deutlich gesenkt. Im Dezember 2013 teilte das Photovoltaik-Unternehmen eine Erhöhung seines Eigenkapitals um rund 138,5 Millionen Euro mit und kündigte einen weiteren Ausbau seiner Produktionskapazität für das Jahr 2014 an. Letzteres konkretisierte das Photovoltaikunternehmen im August 2014: Es werde bis Ende des Jahres seine gesamte Produktionskapazität auf 1,5 Gigawatt ausweiten.
Im Dezember 2014 gab die Hanwha Gruppe bekannt, dass sie ihre beiden Solartöchter, Hanwha SolarOne und Hanwha Q Cells, zu einem Solarkonzern fusioniert. Der Zusammenschluss wurde im Februar 2015 rechtlich abgeschlossen. Das neue Unternehmen firmierte bis Ende 2018 als Hanwha Q Cells Co. Ltd. und wurde in der New Yorker Börse am NASDAQ gelistet. Anfang 2019 fusionierte das Unternehmen mit der Hanwha Solar Holdings Co., Ltd., und zog sich vom NASDAQ zurück. Seither firmiert das Unternehmen als Hanwha Q Cells & Advanced Materials Corp. Seine beiden Hauptquartiere unterhält es in Seoul, Südkorea (Global Executive) und Thalheim, Deutschland (Technology & Innovation). Die Produktionskapazität von Hanwha Qcells umfasste im Mai 2015 3,5 GW für Solarzellen und 2,8 GW für Solarmodule. Die kombinierte Produktionskapazität für Solarzellen und Solarmodule von Hanwha Q Cells betrug im Mai 2019 9 GW. Zusätzlich eröffnete das Unternehmen im Februar 2019 eine Fertigungsstätte für Solarmodule mit einer Gesamtkapazität von 1,8 GW in Georgia, USA. Im Januar 2019 wurde die Börsennotierung am NASDAQ durch ein Delisting beendet; nach interner Restrukturierung ist Qcells jetzt zu 100 Prozent im Besitz der Hanwha Gruppe.

## In Deutschland
Am Hauptsitz für Technologie & Qualität in Thalheim verfügt das Unternehmen über eine Aufstellung aus Forschung und Entwicklung, Qualitätsmanagement sowie Marketing und Vertrieb. Zusätzlich ist das Unternehmen von seinem deutschen Standort in Berlin aus im Geschäft mit Solarkraftwerken und Energievertrieb aktiv. Die ehemalige Massenfertigung in Deutschland war zum März 2015 eingestellt worden. Seit Mitte 2019 ist Hanwha Q Cells auch als vollintegrierter Energieversorger auf dem deutschen Markt aktiv. Im Jahre 2025 erwarb das kommunale Energieversorgungsunternehmen enercity das Energiehandelsgeschäft, einige Photovoltaikanlagen sowie die Anteile an der Cloud-Lösungsplattform Lynqtech von der Hanwha Q Cells GmbH. Die Verträge im Privatkundensegment sollen hierbei vollständig übernommen und zu gleichen Bedingungen fortgeführt werden.
Trotz dieser technologischen Fortschritte hat Qcells aufgrund von Kostendruck und einer sinkenden Nachfrage nach privaten Solaranlagen Stellen in Deutschland und Europa abgebaut. Besonders betroffen waren die Standorte Berlin und Bitterfeld-Wolfen. Das Unternehmen hat sich strategisch neu ausgerichtet und konzentriert sich auf ausgewählte Geschäftsfelder, um langfristig wettbewerbsfähig zu bleiben.

## Forschung und Entwicklung
Die Produkte von Hanwha Qcells werden an seinem Hauptsitz in Deutschland entwickelt und in den Fertigungsstätten des Unternehmens in Malaysia, Korea und China hergestellt. Im Juli 2011 verkündete Qcells einen Forschungserfolg in der kristallinen Photovoltaik. So wurde ein multikristallines Modul mit einem Wirkungsgrad von 18,1 Prozent bezogen auf die Aperturfläche vorgestellt. Das Modul basiert auf einer neuen Zellgeneration, die Qcells Q.ANTUM nennt. Bisher lag der Rekord bei 17,8 Prozent.
Hanwha Qcells hat das sogenannte Zellenkonzept „Q.ANTUM“ für jede Siliziumbasis in die Massenproduktion überführt. Diese Technologie verwendet eine dielektrische Rückseite, um Lichtstrahlen zurück in die Zelle zu reflektieren, die sonst ungenutzt durch die Zelle gegangen wären, wo sie in Strom umgewandelt werden. Solarzellen, die diese Technologie anwenden, erreichen so Wirkungsgrade von bis zu 19,5 Prozent. Dies wurde vom unabhängigen Fraunhofer-Institut für Solare Energiesysteme ISE bestätigt.
Das Unternehmen unterhält außerdem Austauschprogramme mit Universitäten und Forschungsinstitutionen. 2009 wurde das Reiner-Lemoine-Forschungszentrum am Hauptsitz des Unternehmens eröffnet. Zu den Kooperationspartnern des PV-Unternehmens gehören deutsche und internationale Forschungszentren, wie das Fraunhofer-Institut für Solare Energiesysteme (ISE) in Freiburg, das Institut für Solarforschung Hameln (ISFH), das Fraunhofer-Center für Silizium-Photovoltaik (CSP) in Halle, das Energy Research Centre of the Netherlands (ECN), das Helmholtz-Zentrum Berlin und die Universität Konstanz.
Qcells hat in den letzten Jahren bedeutende Fortschritte in Deutschland und Europa erzielt. Am Standort Bitterfeld-Wolfen (Sachsen-Anhalt) hat das Unternehmen eine neue Tandem-Solarzelle entwickelt, die einen Rekord-Wirkungsgrad von 28,6 Prozent erreicht. Diese Solarzelle kombiniert Perowskit- und Silizium-Technologie und wurde unter industriellen Bedingungen gefertigt. Die Technologie soll zukünftig in kommerziellen Solarmodulen eingesetzt werden und markiert einen wichtigen Meilenstein in der Photovoltaik-Industrie. Die Forschung und Entwicklung einer Perowskit-Silizium-Tandemsolarzelle mit Rekordwirkungsgrad wurde durch das Bundesministerium für Wirtschaft und Klimaschutz (BMWK) und das Land Sachsen-Anhalt gefördert.
Das PEPPERONI-Projekt, ein vierjähriges Forschungs- und Innovationsprojekt zur Entwicklung von Perowskit/Silizium-Tandem-Photovoltaik-Technologie, wird von der Europäischen Union im Rahmen von Horizon Europe kofinanziert. Ziel ist es, die Markteinführung und Massenproduktion dieser Technologie voranzubringen und Europa eine industrielle Führungsrolle in der PV-Produktion zu ermöglichen. Die EU fördert das PEPPERONI-Projekt mit rund 14,5 Millionen Euro über vier Jahre. Das Projekt zielt darauf ab, Hindernisse für die Markteinführung der Tandem-Solartechnologie zu überwinden und Grundlagen für neue Produktionskapazitäten in Europa zu schaffen.